# Liste der Geotope in Kempten (Allgäu)
Diese Liste der Geotope in Kempten (Allgäu) verzeichnet dort vorliegenden Geotope. Die Liste enthält die amtlichen Bezeichnungen für Namen und Nummern des Bayerischen Landesamt für Umwelt (LfU) sowie deren geographische Lage. Im Geotopkataster Bayern sind etwa 3.400 Geotope (Stand: März 2020) erfasst.
| Name                                               | Bild           | Geotop ID | Gemeinde / Lage  | Geologische Raumeinheit      | Beschreibung | Fläche m² / Ausdehnung m | Geologie                                                                                       | Aufschlussart                  | Wert      | Schutzstatus            | Bemerkung |
| -------------------------------------------------- | -------------- | --------- | ---------------- | ---------------------------- | --- | ------------------------ | ---------------------------------------------------------------------------------------------- | ------------------------------ | --------- | ----------------------- | --------- |
| Ehem. Steinbruch S von Tannen                      | weitere Bilder | 763A001   | Kempten Position | Iller-Lech-Jungmoränenregion | Aufgeschlossen sind ca. 15 m mächtige fossilreiche Sandsteine, Konglomerate und Mergel der Oberen Meeresmolasse über verwitterter Unterer Süßwassermolasse. Die Schichten fallen steil (60° N) ein. | 6600 220 × 30            | Typ: Schichtfolge, Tierische Fossilien, Sedimentstrukturen Art: Sandstein, Konglomerat, Mergel | Steinbruch                     | wertvoll  | Naturdenkmal            |           |
| Illerdurchbruch W von Oberkottern                  | weitere Bilder | 763A002   | Kempten Position | Iller-Lech-Jungmoränenregion | Am Illersteilufer und am (von der Staumauer überbauten) Felsriegel im Fluss stehen Gesteine der Granitischen Molasse an. | 1800 100 × 18            | Typ: Gesteinsart Art: Sandstein, Mergel, Konglomerat                                           | Prallhang/Flussbett/Bachprofil | wertvoll  | Landschaftsschutzgebiet |           |
| Prallhänge der Iller N von Kempten                 | weitere Bilder | 763A003   | Kempten Position | Iller-Lech-Jungmoränenregion | Die Iller hat nördlich von Kempten mehrere beeindruckend hohe und lange Prallhänge geschaffen, an denen ein Profil der Oberen Süßwassermolasse zu sehen ist. Bunte Mergelsteine werden von einer groben Konglomeratschüttung überlagert. Vom Parkplatz an der Iller unterhalb von Hirschdorf aus kann flussauf gewandert werden und die Wände können über den Fluss hinweg betrachtet werden. | 6000 600 × 10            | Typ: Prallhang, Gesteinsart Art: Konglomerat, Mergel                                           | Prallhang/Flussbett/Bachprofil | wertvoll  | Landschaftsschutzgebiet |           |
| Historischer Steinbruch am Lenzfrieder Höhenrücken | weitere Bilder | 763G001   | Kempten Position | Iller-Lech-Jungmoränenregion | Über den Lenzfrieder Höhenrücken östlich von Kempten zieht eine steilstehende Rippe eines 10–20 m mächtigen fossilführenden Sandsteins der Oberen Meeresmolasse (OMM). Der geröllführende Sandstein wird als Bryozoensandstein bezeichnet. Der harte, relativ verwitterungsresistente und leicht gewinnbare Sandstein wurde in größeren Umfang als Baustein gebrochen. Bryozoensandstein wurde bereits im römischen Cambodunum als Baustein verwendet. Ob allerdings dieser Steinbruch bereits zu Römerzeiten in Betrieb war, lässt sich nicht nachweisen. Die senkrecht bis überkippt lagernde Schichtfolge verdankt ihre Steilstellung der Bewegung an der wenig weiter südlich vorbeiführenden Randstörung, die Vorlandmolasse und Faltenmolasse trennt. Am Lenzfrieder Höhenrücken zeigt sich der aufgerichtete Südrand der Vorlandmolasse. Der ehemalige Steinbruch ist Naturdenkmal, das den vorhandenen Reichtum an typischen Molasse-Fossilien erhalten soll. Daher keine Entnahme von Fossilien! | 400 80 × 5               | Typ: Steinbruch/Grube Art: Sandstein                                                           | Hanganriss/Felswand            | bedeutend | Naturdenkmal            |           |
| Einschnitt der Römerstraße W von Rothkreuz         |                | 763G002   | Kempten Position | Iller-Lech-Jungmoränenregion | Westlich von Rothkreuz verläuft im Bogen hinter dem Waldrand ein teilweise wasserführender Geländeeinschnitt. Es handelt sich um eine alte Römerstraße, die hier in Sandsteine, sandige Mergelsteine und Konglomerate der Oberen Meeresmolasse am Übergang zur Oberen Süßwassermolasse eingetieft ist. Das Profil ist bei Scholz (1989) beschrieben. Der Einschnitt der alten Straße ist Bodendenkmal (Denkmal Nr. D-7-8227-0045). | 9000 450 × 20            | Typ: Hohlweg, Gesteinsart Art: Konglomerat, Sandstein                                          | Grube/Kanal/Hohlweg            | bedeutend | Bodendenkmal            |           |
| Drumlinfeld E von Kempten                          | weitere Bilder | 763R001   | Kempten Position | Iller-Lech-Jungmoränenregion | Die ausgeprägte Drumlinlandschaft weist einige beispielhaft geformte Drumlins auf. Drumlins werden als Erosions- und Akkumulationformen schuttüberladener Gletscher gedeutet. | 9000000 3000 × 3000      | Typ: Drumlin-/G.moränenfeld Art: Moräne                                                        | kein Aufschluss                | bedeutend | kein Schutzgebiet       |           |
| Schlucht S von Mariaberg                           | weitere Bilder | 763R002   | Kempten Position | Iller-Lech-Jungmoränenregion | Vom Wanderparkplatz in Mariaberg führt eine tiefe, etwa 600 m lange Schlucht in östliche Richtung. An den bis zu 100 m hohen Wänden ist mehrfach Obere Süßwassermolasse aufgeschlossen. | 90000 600 × 150          | Typ: Schlucht, Gesteinsart Art: Konglomerat                                                    | Hanganriss/Felswand            | wertvoll  | kein Schutzgebiet       |           |